# 허스키 익스프레스
《허스키 익스프레스》는 데브캣 스튜디오에서 개발되고 넥슨이 서비스했었던 MMORPG이다. 캠프 간의 교역과 썰매견의 육성이 주 내용인 캐주얼한 스타일의 게임이다. 다른 MMORPG 와는 다르게 전투적 요소가 전혀 없었던 것이 특징이었다. 넥슨은 2011년 4월 18일에 이 게임의 서비스를 종료했다.

## 역사
- 사전 제작 기간
  - 2007년 11월 8일 : G★2007에서 최초로 관련 영상 공개[1]
  - 2008년 11월 13일 : G★2008에서 최초로 공개 시연[2]
- 클로즈 베타 테스트 기간
  - 2009년 3월 14일 ~ 3월 16일 : 제1차 클로즈 베타 테스트
  - 2009년 4월 25일 ~ 4월 26일 : 게릴라 테스트
  - 2009년 7월 2일 ~ 7월 5일 : 제2차 클로즈 베타 테스트
  - 2009년 7월 27일 ~ 7월 28일 : 파이널 테스트
- 공개 시범 운영 기간
  - 2009년 8월 11일 : 오픈 베타 테스트
  - 2009년 10월 29일 ~ 11월 26일 : 리뉴얼 시즌2
  - 2009년 12월 16일 : 마지막 업데이트(오픈베타 4개월만에 개발 포기)
  - 2009년 12월 22일 ~ 2010년 1월 4일 : 영화 '아스트로 보이'와 연계 이벤트
  - 2011년 4월 18일 오후 11시 59분 59초에 홈페이지가 닫히며 서비스가 종료되었다.

## 평가
만화 같은 그래픽과, 비교적 낮은 시스템 요구사항, 깔끔한 인터페이스, 특히 폭력성을 배제했다는 점에서 호평을 받았다. 단, 2차 클로즈 베타 테스트시에 튜토리얼을 제외하면 개를 육성할 수 있다는 기회가 없다는 점을 지적하고, 퀘스트나 여러모로 획일적인 플레이 방식으로 즐길거리가 떨어진다는 점이 지적되기도 하였다.
마찬가지로, 오픈 베타 실시 직후에는 이전에 비해 사소한 부분부터 퀘스트 등 게임 요소가 다소 보강되었음을 강조했으나, 여전히 교역이나 커뮤니티 등 많은 부분에서 불편한 점이 많고, 새로운 업데이트가 계속해서 이루어져야 한다는 점을 지적받기도 했다.

## 게임 홈페이지
- 허스키 익스프레스 공식웹사이트 (폐쇄)